# U-21-Fußball-Afrikameisterschaft 1987
Die U-21-Fußball-Afrikameisterschaft 1987 war die fünfte Auflage des vom Afrikanischen Fußballverband (CAF) organisierten Turniers für Junioren-Fußball-Nationalmannschaften (U-21) Afrikas. Das Turnier begann am 14. Juni 1986 und endete am 18. April 1987. Sieger wurde Nigeria. Der Turniersieger qualifizierte sich zusammen mit dem unterlegenen Finalisten Togo für die Junioren-Weltmeisterschaft 1987 in Chile.

## Modus
Das Turnier wurde im K.-o.-System mit Hin- und Rückspielen ausgetragen. Bei Torgleichheit entschied die Auswärtstorregel über das Weiterkommen. Herrschte hier ebenso Gleichstand, wurde ohne vorherige Verlängerung ein Elfmeterschießen durchgeführt.

## Vorrunde
| Datum               |        | Gesamt |         | Hinspiel | Rückspiel |
| ------------------- | ------ | ------ | ------- | -------- | --------- |
| 14. / 30. Juni 1986 | Uganda | 2:3    | Somalia | 1:2      | 1:1       |

Alle übrigen Mannschaften hatten spielfrei.

## Achtelfinale
| Datum                           |             | Gesamt |                | Hinspiel | Rückspiel |
| ------------------------------- | ----------- | ------ | -------------- | -------- | --------- |
| 15. August / 21. September 1986 | Somalia     | :      | Simbabwe       | 1:0      | 0:4       |
| 28. September 1986              | Ägypten     | :      | Äthiopien      | 4:0      | :         |
| 17. / 30. August 1986           | Sambia      | 2:3    | Nigeria        | 2:2      | 0:1       |
| 17. / 31. August 1986           | Guinea      | 1:2    | Tunesien       | 0:1      | 1:1       |
| 17. / 31. August 1986           | Togo        | :      | Ghana          | 0:2      | 1:1       |
| 22. August / 7. September 1986  | Mauretanien | 0:6    | Marokko        | 0:2      | 0:4       |
| 17. / 31. August 1986           | Kamerun     | 2:3    | Elfenbeinküste | 2:0      | 0:3       |
| 0                               | Mosambik    | :      | Mauritius      | :        | :         |

Äthiopien und Mauritius zogen ihre Mannschaft zurück. Simbabwe und Ghana wurden disqualifiziert.

## Viertelfinale
| Datum                          |                | Gesamt      |          | Hinspiel | Rückspiel |
| ------------------------------ | -------------- | ----------- | -------- | -------- | --------- |
| 8. / 22. November 1986         | Nigeria        | 5:2         | Ägypten  | 4:0      | 1:2       |
| 19. Oktober / 9. November 1986 | Tunesien       | (a) 1:1 (a) | Togo     | 1:1      | 0:0       |
| 19. Oktober / 8. November 1986 | Elfenbeinküste | 2:3         | Marokko  | 2:0      | 0:3       |
| 0                              | Somalia        | :           | Mosambik | :        | :         |

Mosambik zog seine Mannschaft zurück.

## Halbfinale
| Datum                              |         | Gesamt |         | Hinspiel | Rückspiel |
| ---------------------------------- | ------- | ------ | ------- | -------- | --------- |
| 13. Dezember 1986 / 9. Januar 1987 | Nigeria | 2:0    | Somalia | 1:0      | 1:0       |
| 13. / 28. Dezember 1986            | Marokko | 1:2    | Togo    | 1:0      | 0:2       |

## Finale
| Datum               |      | Gesamt |         | Hinspiel | Rückspiel |
| ------------------- | ---- | ------ | ------- | -------- | --------- |
| 5. / 18. April 1987 | Togo | 1:5    | Nigeria | 1:2      | 0:3       |

## Ergebnis
Nigeria und Togo qualifizierten sich für die Junioren-Weltmeisterschaft 1987 in Chile. Dort belegte Nigeria hinter Italien, Brasilien und Kanada den letzten Platz seiner Vorrundengruppen, ebenso wie Togo hinter Jugoslawien, dem Gastgeber und Australien.